# Irina Txeluixkina
Irina Serguéievna Txeluixkina (rus: Ирина Сергеевна Челушкина; Kherson, RSS d'Ucraïna, 1 de febrer de 1961) és una jugadora d'escacs russa, que té el títol de Gran Mestre Femení des de 1992. Va jugar sota bandera soviètica, ucraïnesa, i des de 1998 va representar Iugoslàvia, posteriorment Sèrbia i Montenegro, i actualment Sèrbia.

## Resultats destacats en competició
El 1989 Txeluixkina va guanyar el campionat d'escacs femení de la Unió Soviètica, en l'última edició que se'n va celebrar. El 1990 va participar, sota bandera soviètica, a l'Interzonal femení d'Azov, on hi fou 11a (de 18 participants, la guanyadora fou Ketino Kachiani). El 1991 participà ja sota bandera de Sèrbia i Montenegro a l'Interzonal de Subotica, dins el cicle pel Campionat del món d'escacs femení de 1993, i hi fou 24a (de 35 participants, la guanyadora fou Nona Gaprindaixvili).
Va ser també cinc cops campiona de Iugoslàvia, els anys 1994, 1999, i 2001 (quan era la República Federal de Iugoslàvia, i 2005 i 2006 (quan era la Unió de Sèrbia i Montenegro).
Ha participat en diverses Olimpíades d'escacs, i va guanyar la medalla d'argent, representant Ucraïna, a l'olimpíada de 1992 a Istanbul.